# Technische Universiteit Brno
De Technische Universiteit Brno (BUT) (Tsjechisch: Vysoké učení technické v Brně (VUT); Engels: Brno University of Technology (BUT)) is een Tsjechische technische universiteit in Brno.
Het Keizerlijke Tsjechische Technische College werd opgericht in september 1899 met een opleidingsaanbod voor civiel ingenieurs, maar groeide doorheen de tijd uit tot een belangrijke Tsjechische universiteit met jaarlijks circa 22.000 studenten, die programma's volgen aan acht faculteiten en twee universitaire instituten.
Voor de oprichting waren de belangrijkste hoger onderwijsinstellingen in Moravië de door jezuïeten gedomineerde Palacký-Universiteit in Olomouc, zo'n 75 km ten noordoosten van Brno, en het Collegium Nobilium, een eveneens in Olomouc gevestigd college opgericht door de Boheemse adel, geweest.
De Palacký-Universiteit was evenwel in de jaren 1850 op last van keizer Frans Jozef I gesloten en zou pas een eeuw later heropend worden.
Het Collegium Nobilium was in 1847 verhuisd naar Brno en bood daar tweetalig onderwijs in het Duits en het Tsjechisch aan en had een breed inclusief technisch programma-aanbod. In 1873 werd het Collegium Nobilium door het door Duitse Bohemers gedomineerde bestuur omgevormd tot de Duitse Technische Universiteit en verdween het Tsjechische en brede programma-aanbod van hoger onderwijs.
Er bleef in Brno enkel de optie Duitstalig hoger technisch onderwijs te volgen of voor andere richtingen buiten Moravië te gaan studeren, in Praag, Wenen of Krakau. De Tsjechen wensten een algemene universitaire opleiding in het Tsjechisch, de keizer in Wenen gaf als compromis toelating voor de oprichting van het Keizerlijke Tsjechische Technische College van Frans Jozef in Brno, dat in september 1899 opende, beperkt tot een opleiding voor civiel ingenieurs. Ook na deze concessie bleef de opleidingskwestie een twistpunt tussen de Tsjechen en de Sudeten-Duitsers, dat zich pas na de opening in 1919 van de meer algemene Masaryk-universiteit als tweede Tsjechisch hogeronderwijsinstituut in Brno en de dalende impact van de Sudeten-Duitsers op het bestuur oploste.
Het Technisch College - tijdens de bezetting door de Duitsers ook jaren gesloten - werd in 1956 omgevormd, en kreeg zijn huidige naam als Technische Universiteit. In 1992 werd het onderwijsaanbod in chemie en economie uitgebreid, in 1993 werd de Faculteit Schone Kunsten opgericht, met een aanbod architectuur en beeldende kunsten.

## Bekende alumni
- Filipe Nyusi, 4e president van Mozambique
- Mirek Topolánek, 7e minister-president van de Tsjechische Republiek

Aalborg ·
Aken ·
Barcelona ·
Belgrado · 
Berlijn · 
Boedapest · 
Boekarest · 
Braunschweig · 
Brno ·
Darmstadt ·
Delft ·
Dresden ·
Dublin ·
Enschede · 
Gdańsk · 
Gent ·
Glasgow · 
Göteborg ·
Graz ·
Grenoble ·
Guildford · 
Haifa ·
Hannover ·
Helsinki ·
Istanboel ·
Karlsruhe ·
Kaunas ·
Lausanne ·
Leuven ·
Lissabon ·
Lissabon NOVA ·
Louvain-la-Neuve ·
Lund · 
Lyon ·
Madrid ·
Milaan ·
Parijs-Saclay ·
Parijs ParisTech ·
Porto ·
Poznań ·
Praag ·
Riga ·
Sheffield · 
Stockholm ·
Stuttgart ·
Tallinn ·
Tomsk ·
Trondheim ·
Turijn ·
Valencia ·
Warschau ·
Wenen ·
Zürich